# Thierry Blandinières
Pour les articles homonymes, voir Blandinières.
Thierry Blandinières, né le 8 octobre 1960 à Brive-la-Gaillarde, est le directeur général de InVivo. Il a réalisé un changement de dimension de l'entreprise en prenant le contrôle du Groupe Soufflet en 2021.

## Biographie

### Formation
Après une scolarité à l'École Bossuet de Brive-la-Gaillarde, il fait l'École supérieure de commerce de Nantes. Il obtient un diplôme d'études commerciales administratives et financières (DESCAF). 
En 2003, il obtient le diplôme du CPA Paris, devenu l'executive MBA de HEC Paris. 

### Carrière
Il est d'abord cadre commercial à Procter & Gamble (1984-1987).
Il est ensuite responsable marketing à Avon Cosmetics (1987-1990), puis à l'Européenne de gastronomie (1990-1993).
En 1993, il devient directeur commercial et marketing à Madrange, où il est ensuite nommé directeur général délégué.
En 2004, il est directeur général adjoint de Maïsadour et président de sa filiale Delpeyrat-Comtesse du Barry, qu'il redresse en le transformant en leader mondial du foie gras en épicerie. Il est nommé directeur général de Maïsadour en 2007. Le chiffre d'affaires de Maïsadour triple de 2003 à 2013.
En 2013, il est nommé directeur général de InVivo, un groupe de 200 coopératives agricoles françaises. Il lance immédiatement un nouveau plan stratégique. Dans le cadre de ce plan, il cède l'alimentation animale (Neovia) à ADM en 2018 pour 1,5 milliard d'euros. Fin 2019, il lance une filiale de commerce électronique, aladin.farm. Il a des ambitions dans la vente de vins français à l'étranger, dans la jardinerie avec le rachat de Jardiland en 2017, et dans la malterie.
Il négocie la reprise du groupe Soufflet en 2021, ce qui permet à InVivo d'atteindre près de 10 milliards d'euros de chiffre d'affaires et 13 000 salariés. Cela positionne InVivo comme n°2 européen dans la distribution de produits agricoles derrière BayWa.
Le media Challenges rapporte qu'il a voulu faire l'acquisition du groupe Casino sans succès.

## Autres engagements
Thierry Blandinières est président d’Agropolis Fondation (en) et membre du conseil d’administration du CIRAD. Il est également conseiller du commerce extérieur de la France depuis 2014.
Au mois d'octobre 2022, il est nommé vice-président du conseil de surveillance du CA Brive, club de rugby professionnel. Il devient président du club briviste le 1er juillet 2024.
Il a également siégé également au conseil d'administration du Stade montois.

## Vie privée
Il se marie avec Christine Girardier en 1991. Ils ont 3 enfants.

## Distinctions
Il est élu entrepreneur de l'année par le magazine Entreprendre en 2008,.
Il est chevalier du Mérite agricole en 2015,.